# グレイ侯爵

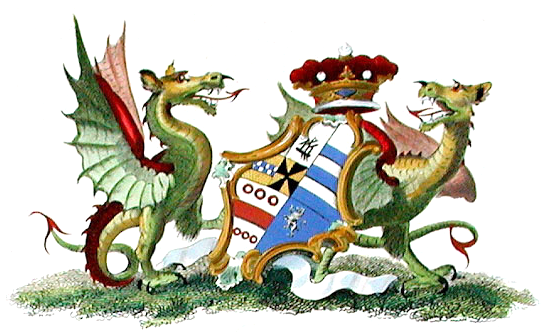
グレイ女侯爵の紋章

グレイ侯爵(英語: Marquess Grey)は、かつて存在したグレートブリテン貴族爵位。初代ケント公爵ヘンリー・グレイが1740年に叙されたが、彼の孫娘ジェマイマ・ヨークの死により1797年に廃絶した。

## 歴史
宮内長官や王璽尚書を歴任した初代ケント公ヘンリー・グレイは、1740年5月19日の勅許状によりグレイ侯爵(Marquess Grey)に叙された。この爵位は、初代公の男子に継承できない場合は彼の孫娘、ジェマイマ・キャンベル閣下およびその男子に相続できる特別継承権が付されたものであった。。ケント公は侯爵位創設後わずか2週間で亡くなり、ケント公爵とほとんどの従属称号は廃絶した（ケント公爵参照）。同時に、孫娘ジェマイマには女系継承が可能なルーカス男爵位の女系相続とグレイ侯爵位の特別継承が行われ、彼女は第2代グレイ女侯爵となった。

彼女はグレノーキー卿ジョン・キャンベル（後の第3代ブリーダルベイン＝ホランド伯爵）とケント公の長女アマベル・グレイ（?-1726）の娘である。侯爵位創設3日後の1740年5月22日にジェマイマはフィリップ・ヨーク閣下（後の第2代ハードウィック伯爵）と結婚し、2人の娘アマベルとメアリーをもうけた。レディ・グレイは1797年1月に73歳で死去し、彼女に息子がいなかったためグレイ侯爵は廃絶した。ただし、ルーカス男爵位は長女のアマベルに相続され、1816年に彼女がド・グレイ女伯爵に叙せられた（以降の歴史はド・グレイ伯爵参照）。

## グレイ侯爵 (1740)
- 初代グレイ侯ヘンリー・グレイ (1671–1740)
- 第2代グレイ女侯ジェマイマ・ヨーク (1722–1797)